# Хунцария, Самсон Максимович
Самсон Максимович Хунцария (1895, Зугдидский уезд, Кутаисская губерния, Российская империя — неизвестно, Зугдидский район, Грузинская ССР) — звеньевой колхоза «Колхида» Зугдидского района, Грузинская ССР. Герой Социалистического Труда (1951).

## Биография
Родился в 1895 году в крестьянской семье в одном из сельских населённых пунктов Зугдидского уезда. После окончания местной начальной школы трудился в сельском хозяйстве. В послевоенные годы — звеньевой колхоза «Колхида» Зугдидского района, председателем которого был Калистрат Михайлович Шерозия. За выдающиеся трудовые достижения по итогам работы в 1949 году награждён Орденом Ленина.
В 1950 году звено под его руководством собрало в среднем с каждого гектара по 8954 килограмма сортового зелёного чайного листа с площади 2 гектара. Указом Президиума Верховного Совета СССР от 1 сентября 1951 года удостоен звания Героя Социалистического Труда за «получение в 1950 году высоких урожаев сортового зелёного чайного листа и винограда» с вручением ордена Ленина и золотой медали «Серп и Молот» (№ 6187).
Этим же указом званием Героя Социалистического Труда были награждены звеньевые колхоза «Колхида» Зугдидского района Шалва Маркозович Дараселия и Гугуни Ираклиевич Кирия.
После выхода на пенсию проживал в Зугдидском района. Дата смерти не установлена.